# Шершнево (Смоленская область)
Шершнево — деревня в Смоленской области России, в Сафоновском районе. Население – 5 жителей (2007 год) . Расположена в центральной части области в 25 км к востоку от города Сафонова, в 7 км южнее автодороги М1 «Беларусь», на берегу реки Дыма. В 2,5 км севернее от деревни железнодорожная станция Издешково	 на линии Москва — Минск. Входит в состав Игнатковского сельского поселения.

## История
В годы Великой Отечественной войны деревня была оккупирована гитлеровскими войсками в сентябре 1941 года, освобождена в 1943 году.